# Excelsior Virton
El Excelsior Virton es un equipo de fútbol de la localidad de Virton en la provincia de Luxemburgo y juega en la División Nacional belga, la tercera liga de fútbol más importante del país. Sus colores son el verde y el blanco y se unió a la Real Asociación Belga de Fútbol en 1922 con el n.º de matrícula 200.

## Historia
En 1913 se fundaron dos clubes en Virton, a saber, Football Club Saint-Laurent Virton y Union Sportive Virtonnaise. FC Saint-Laurent jugaba con uniformes a rayas verdes y blancas, Union con uniformes celestes y blancos. Sin embargo, debido al estallido de la Primera Guerra Mundial, no hubo actividad futbolística en esos primeros años. Después de la guerra, Unión se convirtió en campeón provincial y también ganó la Copa de la provincia de Luxemburgo.
En 1920 se fundó el club Excelsior Football Club Virton sucesor del FC Saint-Laurent Virton, que en 1922 se incorporó a la asociación de fútbol con el número de licencia 200. El equipo jugaba con camisetas verdes con la parte delantera blanca, pantalón blanco y calcetines negros. En 1925 el US Virton fue expulsado de la competición por agresión a un árbitro, la mayoría de sus jugadores se fueron al Excelsior.
En 1927 Excelsior ganó el campeonato provincial y pudo jugar por primera vez en la división Promoción Nacional a la temporada siguiente, después en Tercera División. Virton decendió tras sólo una temporada, pero subió a la Promoción Nacional dos veces más antes de la Segunda Guerra Mundial. El club era uno de los tres grandes clubes de la provincia de Luxemburgo, junto con La Jeunesse Arlonaise y La Jeunesse d'Athus. En 1945 cambió su denominación a Excelsior Sporting Club Virton, en 1951 se convirtió en Royal Excelsior Sporting Club Virton. No fue hasta 1960 que el club pudo ascender nuevamente desde la Provincial y tuvo un período exitoso de 11 temporadas ininterrumpidas en Promoción, llamada después Cuarta División. El club jugó con una vestimenta blanca-verde-roja hasta 1967. Desde 1971 tuvo algunos años difíciles, solo para volver a ser campeón de Provincial en 1975 y poder ascender a Cuarta.
En 1986 el club logró llegar a Tercera División por primera vez en su historia. Sólo estuvo hasta 1989, cuando tras unos malos años acabó incluso en Provincial en 1992. Sin embargo, el club se recuperó rápidamente e inmediatamente se hizo campeón, regresando a Cuarta División. En esta primera temporada, la 1993/94, Virton jugó el play-off de ascenso, pero no logró ascender. La temporada siguiente, el equipo se convirtió en campeón, por lo que en 1995 volvió a Tercera División. El nombre del club se redujo a Royal Excelsior Virton.
En 2001, Virton asciende otra vez, convirtiéndose en el primer club luxemburgués en la Segunda División Nacional. Después de ocho temporadas en las que no pasa apuros en la tabla, el club acaba 16º y desciende a Tercera. Los verdiblancos se acercaron dos veces al ascenso, pero cayeron en el play-off. En 2013, el club quedó primero tras un emocionante final con el Bocholter VV, tras una victoria en casa por 1-0 ante el Diegem Sport.
Desde la reforma de las ligas belgas en 2016, el Excelsior Virton ha competido en la Primera División Aficionada. Después de quedar tercero en la 16/17, los luxemburgueses lograron el ascenso en la 2018/19. Sin embargo, al club se le negó inicialmente una licencia para la nueva temporada, en parte debido a dificultades financieras. Fue posible obtener la licencia para el BAS, para que los verdoso-blancos aún pudieran competir en la clase amateur más alta.
El 13 de julio de 2018, se anunció que el millonario luxemburgués Flavio Becca se había hecho cargo del club, bajo su mandato, el club pudo cumplir sus ambiciones en la nueva temporada, ya que terminaron en el tercer lugar de la competición regular con 54 puntos. . Se clasifica para la ronda final por el ascenso a Segunda División. Inicialmente, los luxemburgueses solo recibieron una licencia para la liga amateur más alta, pero después de apelar al BAS sí recibieron la licencia para el fútbol profesional. Debido a que el líder Thes Sport no solicitó una licencia para Segunda, Virton sólo tuvo que competir contra KMSK Deinze y Lierse Kempenzonen. En el play-off, los verdiblancos se convirtieron en campeones en la penúltima jornada en Lier, ganando por 0-4, lo que resultó en el ascenso al fútbol profesional. 
Con inversiones considerables, los luxemburgueses hicieron un excelente debut en Segunda División. En la clasificación final de la temporada 2019/2020, terminaron segundos por detrás del KVC Westerlo. Sin embargo, no ganó ningún título de época, por lo que no se le permitió jugar el play-off de ascenso a Primera División. Excelsior Virton no consiguió la licencia para jugar en el fútbol profesional a principios de abril de 2020 y posteriormente presentó un recurso ante el Tribunal de Competición belga. También impugnó la licencia de BAS, pero tampoco en ese caso cedió a los argumentos de los luxemburgueses. Todo esto produjo el doble descenso del Excelsior a la División 2. A mediados de abril de 2021 recibieron la aprobación de su licencia profesional, por lo que competirá en la Segunda División para la campaña 2021-22.
Aunque terminó último ese año, permaneció en Segunda porque al Excel Mouscron se le negó la licencia profesional y descendió a División 2. En la temporada 2022/23, terminó 12.º y último en la Challenger Pro League. Flavio Becca buscaba un nuevo dueño y lo encontró en el futbolista profesional N'Golo Kanté. No tenía vínculo previo con el equipo ni con la región, pero siente una gran pasión por el deporte y quiere ayudar al equipo a alcanzar un nivel superior. 

## Temporada a temporada
| Temporada | Nivel | Nivel | Nivel | Nivel | Nivel | Nivel | Denominación        | Puntos | Observaciones                                                           |
|           | I     | I     | II    | III   | IV    | P.I   |                     |        |                                                                         |
| --------- | ----- | ----- | ----- | ----- | ----- | ----- | ------------------- | ------ | ----------------------------------------------------------------------- |
| 1960/61   |       |       |       |       | 12    |       | Cuarta Div. A       | 29     |                                                                         |
| 1961/62   |       |       |       |       | 9     |       | Cuarta Div. C       | 29     |                                                                         |
| 1962/63   |       |       |       |       | 4     |       | Cuarta Div. B       | 37     |                                                                         |
| 1963/64   |       |       |       |       | 6     |       | Cuarta Div. D       | 30     |                                                                         |
| 1964/65   |       |       |       |       | 6     |       | Cuarta Div. A       | 31     |                                                                         |
| 1965/66   |       |       |       |       | 12    |       | Cuarta Div. A       | 23     |                                                                         |
| 1966/67   |       |       |       |       | 10    |       | Cuarta Div. D       | 26     |                                                                         |
| 1967/68   |       |       |       |       | 8     |       | Cuarta Div. C       | 31     |                                                                         |
| 1968/69   |       |       |       |       | 12    |       | Cuarta Div. D       | 24     |                                                                         |
| 1969/70   |       |       |       |       | 12    |       | Cuarta Div. A       | 26     |                                                                         |
| 1970/71   |       |       |       |       | 15    |       | Cuarta Div. A       | 18     |                                                                         |
| 1971/72   |       |       |       |       |       | ?     | Primera Prov. Lux.  | ?      |                                                                         |
| 1972/73   |       |       |       |       |       | ?     | Primera Prov. Lux.  | ?      |                                                                         |
| 1973/74   |       |       |       |       |       | ?     | Primera Prov. Lux.  | ?      |                                                                         |
| 1974/75   |       |       |       |       |       | ?     | Primera Prov. Lux.  | ?      |                                                                         |
| 1975/76   |       |       |       |       | 7     |       | Cuarta Div. D       | 32     |                                                                         |
| 1976/77   |       |       |       |       | 9     |       | Cuarta Div. D       | 30     |                                                                         |
| 1977/78   |       |       |       |       | 4     |       | Cuarta Div. A       | 36     |                                                                         |
| 1978/79   |       |       |       |       | 5     |       | Cuarta Div. D       | 33     |                                                                         |
| 1979/80   |       |       |       |       | 7     |       | Cuarta Div. D       | 33     |                                                                         |
| 1980/81   |       |       |       |       | 10    |       | Cuarta Div. C       | 26     |                                                                         |
| 1981/82   |       |       |       |       | 12    |       | Cuarta Div. B       | 24     |                                                                         |
| 1982/83   |       |       |       |       | 8     |       | Cuarta Div. C       | 29     |                                                                         |
| 1983/84   |       |       |       |       | 8     |       | Cuarta Div. D       | 27     |                                                                         |
| 1984/85   |       |       |       |       | 11    |       | Cuarta Div. D       | 30     |                                                                         |
| 1985/86   |       |       |       |       | 1     |       | Cuarta Div. D       | 41     |                                                                         |
| 1986/87   |       |       |       | 12    |       |       | Tercera Div. A      | 26     |                                                                         |
| 1987/88   |       |       |       | 14    |       |       | Tercera Div. A      | 25     |                                                                         |
| 1988/89   |       |       |       | 16    |       |       | Tercera Div. B      | 17     |                                                                         |
| 1989/90   |       |       |       |       | 13    |       | Cuarta Div. D       | 24     |                                                                         |
| 1990/91   |       |       |       |       | 6     |       | Cuarta Div. D       | 32     |                                                                         |
| 1991/92   |       |       |       |       | 14    |       | Cuarta Div. D       | 25     |                                                                         |
| 1992/93   |       |       |       |       |       | ?     | Primera Prov. Lux.  | ?      |                                                                         |
| 1993/94   |       |       |       |       | 4     |       | Cuarta Div. D       | 35     |                                                                         |
| 1994/95   |       |       |       |       | 1     |       | Cuarta Div. D       | 44     |                                                                         |
| 1995/96   |       |       |       | 13    |       |       | Tercera Div. A      | 35     |                                                                         |
| 1996/97   |       |       |       | 8     |       |       | Tercera Div. A      | 41     |                                                                         |
| 1997/98   |       |       |       | 7     |       |       | Tercera Div. A      | 42     |                                                                         |
| 1998/99   |       |       |       | 7     |       |       | Tercera Div. B      | 46     |                                                                         |
| 1999/00   |       |       |       | 8     |       |       | Tercera Div. B      | 38     |                                                                         |
| 2000/01   |       |       |       | 1     |       |       | Tercera Div. B      | 62     |                                                                         |
| 2001/02   |       |       | 11    |       |       |       | Segunda División    | 39     |                                                                         |
| 2002/03   |       |       | 12    |       |       |       | Segunda División    | 42     |                                                                         |
| 2003/04   |       |       | 6     |       |       |       | Segunda División    | 51     |                                                                         |
| 2004/05   |       |       | 12    |       |       |       | Segunda División    | 41     |                                                                         |
| 2005/06   |       |       | 14    |       |       |       | Segunda División    | 36     |                                                                         |
| 2006/07   |       |       | 11    |       |       |       | Segunda División    | 41     |                                                                         |
| 2007/08   |       |       | 6     |       |       |       | Segunda División    | 56     |                                                                         |
| 2008/09   |       |       | 16    |       |       |       | Segunda División    | 39     | Perdió en el play-off de descenso contra KV Woluwe-Zaventem             |
| 2009/10   |       |       |       | 13    |       |       | Tercera Div. B      | 42     |                                                                         |
| 2010/11   |       |       |       | 2     |       |       | Tercera Div. B      | 67     | Perdió en el play-off contra KV Woluwe-Zaventem                         |
| 2011/12   |       |       |       | 4     |       |       | Tercera Div. A      | 52     | Perdió en el play-off contra KSV Oudenaarde                             |
| 2012/13   |       |       |       | 1     |       |       | Tercera Div. B      | 79     |                                                                         |
| 2013/14   |       |       | 13    |       |       |       | Segunda División    | 38     |                                                                         |
| 2014/15   |       |       | 6     |       |       |       | Segunda División    | 59     |                                                                         |
| 2015/16   |       |       | 12    |       |       |       | Segunda División    | 34     |                                                                         |
|           | 1A    | 1B    | 1Am   | 2Am   | 3Am   | P.I   |                     |        | Desde la 2016-17 hay 3 niveles nacionales y 2 regionales                |
| 2016-17   |       |       | 3     |       |       |       | Primera Div. Afic.  | 59     |                                                                         |
| 2017-18   |       |       | 10    |       |       |       | Primera Div. Afic.  | 37     |                                                                         |
| 2018-19   |       |       | 1     |       |       |       | Primera Div. Afic.  | 54     | Ganó en ronda final contra KMSK Deinze, Lierse Kempenzonen y Thes Sport |
| 2019-20   |       | 2     |       |       |       |       | Segunda División    | 47     | Virton perdió la licencia profesional y se le desciende a División 2    |
| 2020-21   |       |       |       |       |       |       | División 2          |        | Temporada cancelada por Coronavirus                                     |
| 2021-22   |       | 8     |       |       |       |       | Segunda División    | 21     |                                                                         |
| 2022-23   |       | 12    |       |       |       |       | Segunda División    | 25     | Descenso                                                                |
| 2023-24   |       |       | 10    |       |       |       | División Nacional 1 | 46     |                                                                         |
| 2024-25   |       |       | 4     |       |       |       | División Nacional 1 | 32     |                                                                         |

## Palmarés
- Tercera División de Bélgica: 2 (2000/01, 2012/13)

- Primera División Aficionada de Bélgica: 1 (2018/19)
- Cuarta División de Bélgica: 2 (1985/86, 1994/95)
- Copa Provincial de Luxemburgo: 6 (1948, 1975, 1986, 1997, 1999, 2000)

## Jugadores

### Jugadores destacados
| - Thomas Meunier - Michaël Wiggers - Karim Belhocine - Cédric Bockhorni - Daniel Gomez | - Moussa Koita - Stéphane Martine - Jonathan Téhoué - Aurélien Joachim - Justin Haber |